# Walter Frederick Osborne
 (mars 2023).
Si vous disposez d'ouvrages ou d'articles de référence ou si vous connaissez des sites web de qualité traitant du thème abordé ici, merci de compléter l'article en donnant les références utiles à sa vérifiabilité et en les liant à la section « Notes et références ».
Walter Frederick Osborne est un peintre irlandais né le 17 juin 1859 et mort le 24 avril 1903. Ses portraits et paysages s'inscrivent dans le courant impressionniste et postimpressionniste irlandais, mais il est surtout connu pour ses représentations réalistes de la vie de la classe ouvrière de la fin du XIXe siècle. La plupart de ses peintures sont figuratives et se concentrent sur les femmes, les enfants, les personnes âgées, les pauvres et la vie quotidienne des gens ordinaires dans les rues de Dublin, ainsi que dans des séries de scènes rurales. Il peint également des paysages urbains, à partir de croquis ou de photographies. Artiste prolifique, il réalise des huiles, des aquarelles et de nombreux croquis au crayon.
Le talent d'Osborne se révèle très tôt. Il voyage beaucoup dans ses jeunes années puis étudie à l'Académie royale des beaux-arts d'Anvers. Il est rapidement accepté à la Royal Hibernian Academy. Il séjourne ensuite dans l'Angleterre rurale et en Bretagne, où il se familiarise avec le style des impressionnistes. Il meurt précocement d'une pneumonie, âgé de seulement 43 ans. Osborne est désormais considéré en Irlande comme un artiste majeur.

## Œuvres

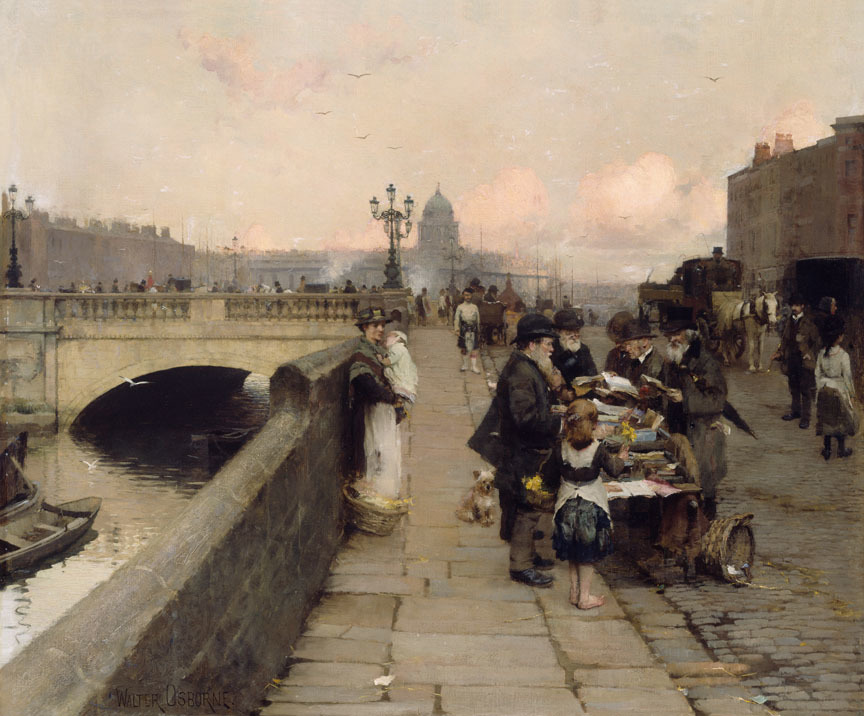
Dublin Streets: a vendor of books, 1889.

## Source
- (en) Cet article est partiellement ou en totalité issu de l’article de Wikipédia en anglais intitulé « Walter Osborne » (voir la liste des auteurs).